# Adrian Martinez (actor)
Adrian Martinez (Nueva York, 20 de enero de 1972) es un actor y comediante estadounidense, conocido por The Secret Life of Walter Mitty y Focus. También trabajó en el teatro. También es conocido por su papel del tipo "Doble cheque con descuento" en una serie de comerciales de State Farm protagonizados por Aaron Rodgers.

## Carrera
Martínez debutó su carrera como actor con la serie America's Most Wanted en 1993, y desde entonces ha actuado en varias series de televisión. También ha trabajado en teatro y es miembro de LAByrinth Theatre Company.
En 2009, Martínez apareció en Grand Theft Auto IV: The Lost and Damned como Brian Jeremy, el antagonista secundario, ambientado en 2008, Johnny Klebitz en The Angels of Death y The Lost MC Brotherhoods.
En 2010, Martínez protagonizó la comedia de acción Cop Out como Tino, junto con Bruce Willis y Tracy Morgan, dirigida por Kevin Smith, estrenada el 26 de febrero de 2010 por Warner Bros. Pictures. Interpretó el papel de Ginger Goon en la película de comedia de superhéroes Kick-Ass, protagonizada por Aaron Taylor-Johnson, Mark Strong y Chloë Grace Moretz, dirigida por Matthew Vaughn y estrenada el 16 de abril de 2010.
En 2012, Martínez protagonizó la comedia Casa de mi padre como Manuel junto con Will Ferrell, Gael García Bernal y Diego Luna. La película fue dirigida por Matt Piedmont y se estrenó el 16 de marzo de 2012.
En 2013, Martínez apareció en la película de comedia biográfica The Secret Life of Walter Mitty como Hernando para un papel secundario junto con Ben Stiller y Kristen Wiig a la cabeza. Stiller dirigió la película basada en el guion de Steve Conrad, que se estrenó en Norteamérica por 20th Century Fox el 25 de diciembre de 2013. Posteriormente también protagonizó la película American Hustle como Julius junto a Christian Bale, Bradley Cooper, Jeremy Renner, Amy Adams y Jennifer Lawrence. David O. Russell dirigió la película basada en su propio guion coescrito por Eric Warren Singer, y la película fue estrenada el 13 de diciembre de 2013 por Columbia Pictures.
En 2014, Martínez apareció en la película de superhéroes The Amazing Spider-Man 2 como Bodega Cashier, junto a Andrew Garfield y Emma Stone, dirigida por Marc Webb y estrenada el 2 de mayo de 2014.
En 2015, Martínez interpretó un papel destacado de Farhad en la comedia de atracos Focus junto a Will Smith y Margot Robbie, dirigida por Glenn Ficarra y John Requa basada en su propio guion. La película fue estrenada el 27 de febrero de 2015 por Warner Bros. Focus fue su primer papel principal en una carrera de 20 años, en el que Martínez sintió como si hubiera "estado corriendo en un maratón durante 20 años y alguien del lado simplemente extendió la mano y le entregó una copa de champán". También apareció en la película de comedia Sisters, junto con Tina Fey y Amy Poehler, que se estrenó el 18 de diciembre de 2015.
En junio de 2015, Martínez participó en una comedia de acción protagonizada por Bruce Willis para interpretar al dueño de una pizzería local. La película, cuyo título provisional era Going Under, fue dirigida por Mark Cullen y Robb Cullen. Fue lanzado en video bajo demanda con malas críticas como Once Upon a Time in Venice en 2017.
Se unió al elenco principal de la serie de televisión ABC Stumptown (2019) como "Tookie", el dueño de un camión de comida que sirve como informante del personaje principal, interpretado por Cobie Smulders.

## Filmografía

### Películas
| Año  | Título                               | Papel                         | Notas                  |
| ---- | ------------------------------------ | ----------------------------- | ---------------------- |
| 1994 | Murder Magic                         | Escribano                     |                        |
| 1998 | A Perfect Murder                     | Joven rudo                    |                        |
| 1999 | Some Fish Can Fly                    | Humping Man                   |                        |
| 2002 | In America                           | Tendero                       |                        |
| 2003 | Pieces of April                      | Hombre En Suéter De Mohair    |                        |
| 2003 | It Runs in the Family                | Portero de Mitchell           |                        |
| 2003 | Undefeated                           | Chewey                        | Película de televisión |
| 2004 | Bad Apple                            | Capitán del ferry             | Película de televisión |
| 2004 | Strip Search                         | Hombre de mantenimiento       | Película de televisión |
| 2004 | Men Without Jobs                     | Wolfy                         |                        |
| 2004 | Mail Order Wife                      | Adrian                        |                        |
| 2004 | Taxi                                 | Hombre brasileño              |                        |
| 2004 | Corn                                 | Repartidor postal             |                        |
| 2004 | downtown: A Street Tale              | Frankie                       |                        |
| 2005 | La intérprete                        | Roland                        |                        |
| 2006 | Just Like the Son                    | Glen                          |                        |
| 2006 | Bristol Boys                         | Wancho                        |                        |
| 2006 | Three Strikes                        | 'Gorgeous' Chris Borges       | Película de televisión |
| 2007 | Stanley Cuba                         | Duarte                        |                        |
| 2007 | American Loser                       | Harris                        |                        |
| 2007 | Before the Devil Knows You're Dead   | Guardia de seguridad          |                        |
| 2008 | Manny                                | Manny                         | Cortometraje           |
| 2008 | The Promotion                        | Octavio                       |                        |
| 2008 | Mona                                 | Bob                           |                        |
| 2008 | Corporate Affairs                    | Gregg Martinez                |                        |
| 2008 | The Understudy                       | Guardia                       |                        |
| 2008 | The Tree                             | Chico bebiendo cerveza        | Cortometraje           |
| 2008 | Righteous Kill                       | Glenn                         | Sin acreditar          |
| 2009 | Don't Let Me Drown                   | Little Joe                    |                        |
| 2009 | Made for Each Other                  | Harry                         |                        |
| 2009 | The Good Guy                         | Larry                         |                        |
| 2009 | Veronika Decides to Die              | Enfermero #1                  |                        |
| 2009 | The Taking of Pelham 123             | Cabbie                        |                        |
| 2009 | Staten Island                        | Oficial Rodriguez             |                        |
| 2009 | The Ministers                        | Mike                          |                        |
| 2010 | Cop Out                              | Tino                          |                        |
| 2010 | Kick-Ass                             | Ginger Goon                   |                        |
| 2010 | It's Kind of a Funny Story           | Johnny                        |                        |
| 2010 | Morning Glory                        | Guardia del vestíbulo del IBS |                        |
| 2010 | Wired Doll                           | Victor                        | Cortometraje           |
| 2010 | Trouble Child                        | John                          | Cortometraje           |
| 2010 | The Martyr                           | Ruben                         | Cortometraje           |
| 2010 | Superego                             | Eduardo                       | Película de televisión |
| 2011 | Choose                               | Actor                         |                        |
| 2011 | Flypaper                             | Mr. Clean                     |                        |
| 2011 | Extremely Loud and Incredibly Close  | Hector Black                  |                        |
| 2012 | Casa de mi padre                     | Manuel                        |                        |
| 2012 | Piranha 3DD                          | Big Dave                      |                        |
| 2012 | Putzel                               | Hector                        |                        |
| 2013 | Newlyweeds                           | Hernan                        |                        |
| 2013 | Helena's Flushing                    | Gomer                         | Cortometraje           |
| 2013 | Bert and Arnie's Guide to Friendship | Ernesto                       |                        |
| 2013 | Casse-tête chinois                   | Jefe de mensajería            |                        |
| 2013 | The Secret Life of Walter Mitty      | Hernando                      |                        |
| 2013 | Home                                 | Hector                        |                        |
| 2013 | The Miracle of Spanish Harlem        | Ernesto Rodriguez de la Torre |                        |
| 2013 | American Hustle                      | Julius                        |                        |
| 2013 | Disconnected                         |                               | Cortometraje           |
| 2014 | The Amazing Spider-Man 2             | Bodega Cashier                |                        |
| 2015 | Focus                                | Farhad                        |                        |
| 2015 | Chloe and Theo                       | Actor                         |                        |
| 2015 | Sisters                              | Oficial Harris                |                        |
| 2016 | White Girl                           | Lloyd                         |                        |
| 2016 | 37                                   | Gonzalez                      |                        |
| 2016 | Almost Paris                         | Ricky                         |                        |
| 2016 | Army of One                          | Hombre misterioso #1          |                        |
| 2016 | Office Christmas Party               | Larry                         |                        |
| 2016 | Some Last Day                        | Edgar                         | Cortometraje           |
| 2017 | Once Upon a Time in Venice           | Tino                          |                        |
| 2018 | I Feel Pretty                        | Mason                         |                        |
| 2019 | La dama y el vagabundo               | Elliot                        |                        |
| 2020 | The Stand In                         | Reportero Banjo               |                        |
| 2021 | The Guilty                           | Manny                         |                        |
| 2021 | iGilbert                             | Gilbert Gonzalez              |                        |
| 2022 | Measure of Revenge                   | Addison                       |                        |
| 2023 | Renfield                             | Chris Marcos                  | [ 13 ]                 |
| 2024 | The Amateur                          | Carlos                        |                        |
| 2024 | Unfrosted                            | Tom Carvel                    |                        |

### Televisión
| Año       | Título                            | Papel                               | Notas                        |
| --------- | --------------------------------- | ----------------------------------- | ---------------------------- |
| 1993      | America's Most Wanted             | Jimmy Ruiz                          | 1 episodio                   |
| 1998      | NYPD Blue                         | Marco                               | 1 episodio                   |
| 2000      | Third Watch                       | Sam Wolfe                           | 1 episodio                   |
| 2000      | The Sopranos                      | Ramone                              | 1 episodio                   |
| 2001      | The Job                           | Miguel Alvarez                      | 1 episodio                   |
| 2001      | Sex and the City                  | Repartidor                          | 1 episodio                   |
| 2002      | 100 Centre Street                 | Policía #2                          | 1 episodio                   |
| 2002      | The Education of Max Bickford     | Pete Boroni                         | 1 episodio                   |
| 2002      | Law & Order                       | Hector                              | 1 episodio                   |
| 2002      | Between the Lions                 | Patron                              | 1 episodio                   |
| 2001–2002 | Ed                                | Guy #1                              | 2 episodios                  |
| 2003      | Queens Supreme                    | Manuel Morales                      | 1 episodio                   |
| 2004      | The Jury                          | Anthony Parenti                     | 1 episodio                   |
| 2000–2007 | Late Night with Conan O'Brien     | Sidewalk Conan / Foreign Conan      | Recurrente, 6 episodios      |
| 2001–2008 | Law & Order: Criminal Intent      | Amado / Kellogg / Airport Policeman | 3 episodios                  |
| 2009      | Delocated                         | Jay                                 | 1 episodio                   |
| 2007–2009 | Flight of the Conchords           | Hotelero / A.J.                     | 2 episodios                  |
| 2009      | Mercy                             | Hector                              | 1 episodio                   |
| 2010      | How to Make It in America         | Actor                               | 1 episodio                   |
| 2003–2010 | Law & Order: Special Victims Unit | Stuart Linderby / Emilio Vasquez    | 2 episodios                  |
| 2011      | Onion News Network                | Actor                               | 1 episodio                   |
| 2011–2012 | A Gifted Man                      | Hector                              | Recurrente, 6 episodios      |
| 2014      | Deadbeat                          | Hector                              | 2 episodios                  |
| 2014      | Louie                             | Hurricane Man                       | 1 episodio                   |
| 2015      | Gotham                            | Irwin                               | 1 episodio                   |
| 2013–2015 | Inside Amy Schumer                | Repartidor / Jurado #5 / Jim        | 3 episodios                  |
| 2016      | The Blacklist                     | Dumont                              | 1 episodio                   |
| 2016      | Falling Water                     | Marcos                              | 1 episodio                   |
| 2017      | The Blacklist: Redemption         | Dumont                              | Protagonista, 8 episodios    |
| 2017      | No Activity                       | Roberto                             | Protagonista, 7 episodios    |
| 2019–2020 | Stumptown                         | Tookie                              | Protagonista, 18 episodios   |
| 2020      | Curb Your Enthusiasm              | Harold                              | 1 episodio                   |
| 2023      | Awkwafina Is Nora from Queens     | Darryl                              | Episodio: "Bad Grandma"      |
| 2023      | Only Murders in the Building      | Gregg                               | Episodio: "The Beat Goes On" |
| —         | Sugar                             |                                     |                              |

### Videojuegos
| Año  | Título                                   | Papel        | Notas | Ref.   |
| ---- | ---------------------------------------- | ------------ | ----- | ------ |
| 2009 | Grand Theft Auto IV: The Lost and Damned | Brian Jeremy | Voz   | [ 15 ] |